# Zakladatelský mýtus

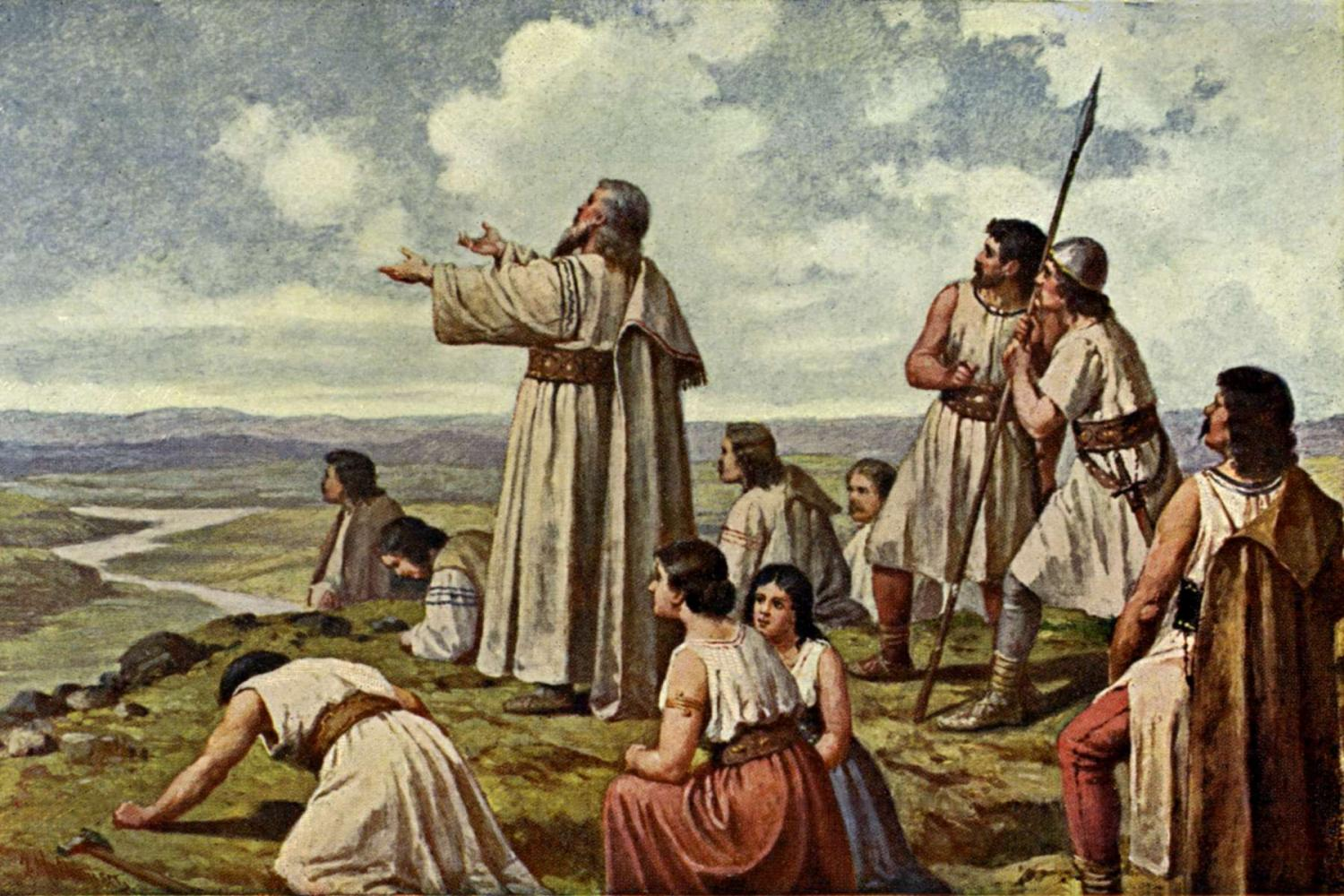
Praotec Čech na hoře Říp, obraz Josefa Mathausera

Zakladatelský mýtus, mýtus o původu nebo etiologický mýtus je druh mýtu či legendy, která pojednává o vzniku nějaké entity, buď celého světa a vesmíru (mýtus stvoření), nebo člověka (např. biblický Adam), národa (třeba mýtus o praotci Čechovi), města (Romulus a Remus jako bájní zakladatelé Říma, Libuše zakládající Prahu apod.). Existují i mýty o původu živočišných druhů, domestikaci rostlin a zvířat, řemesel nebo rituálních praxí a náboženství, kde sám mýtus je často jádro, k němuž se lidé neustále vracejí. Obecně řečeno v sobě většina mýtů má jistou zakladatelskou ambici (toto se stalo, a proto teď děláme toto). Staří Řekové pro zakladatelské mýty užívali pojmu aitia (příčina), z něhož vzniklo slovo etiologie. Antropologové a psychologové spekulují o tom, jakou roli má zakladatelský mýtus pro komunity. Je pozoruhodné, že i u poměrně nedávno vzniklých entit se obvykle vytvoří sada představ a vyprávění, které za zakladatelský mýtus lze považovat (např. mýtus osadníků a průkopníků v USA, mýtus o divokém Západě a nastolení pořádku tam postavami jako Wyatt Earp apod.).  